# Sematophyllum subconnivens
Sematophyllum subconnivens là một loài Rêu trong họ Sematophyllaceae. Loài này được (Broth.) Dixon miêu tả khoa học đầu tiên năm 1932.